# Westmoreland Davis
Westmoreland Davis (Oceano Atlantico, 21 agosto 1859 – Baltimora, 7 settembre 1942) è stato un politico statunitense.

## Biografia
Fu il quarantottesimo governatore della Virginia. Proveniva da una famiglia ricca e importante la cui ricchezza si perse in buona parte durante la guerra di secessione americana.
Anche se la madre rimase vedova e gli affari andarono male Davis riuscì a frequentare il Virginia Military Institute a partire dall'età di 14 anni (era il più giovane cadetto al tempo).
Dopo la morte, avvenuta in un ospedale di Baltimora, il suo corpo venne sepolto a Morven Park.